# Agrahara, Sira
Agrahara là một làng thuộc tehsil Sira, huyện Tumkur, bang Karnataka, Ấn Độ.